# Ravno Brezje
Ravno Brezje falu Horvátországban Krapina-Zagorje megyében. Közigazgatásilag Kumrovechez tartozik.

## Fekvése
Zágrábtól 40 km-re északnyugatra, községközpontjától 2 km-re északkeletre, a Horvát Zagorje északnyugati részén, a szlovén határ közelében fekszik.

## Története
A településnek 1857-ben 296, 1910-ben 375 lakosa volt. Trianonig Varasd vármegye Klanjeci járásához tartozott. A településnek 2001-ben 258 lakosa volt.

## Nevezetességei
Zelenjakban, a Klanjecet és Kumrovecet összekötő út mentén található a „Lijepa naša” emlékmű, amelyet 1935-ben állítottak fel Antun Mihanović horvát író által írt horvát himnusz századik évfordulója tiszteletére. Az emlékmű egy négyzet alaprajzú, tört kővel burkolt alacsony talapzatból, láncokkal összekötött kőtömbökből álló kerítésből és négyzet keresztmetszetű, középen elhelyezkedő obeliszkből áll. Az obeliszk külső felületei kőből, míg a belseje vasbetonból készült. A főoldal közepén bronzlap található A. Mihanović és három paraszt domborművével, alatta pedig gránitlap az „O. Munder építtető, J. Streh kőfaragó és Rudolf Ivanković szobrász munkája” szöveggel.